# Partido Escobar
Escobar ist ein Partido im Norden der Provinz Buenos Aires in Argentinien. Der Verwaltungssitz ist die Stadt Belén de Escobar. Laut einer Schätzung von 2019 hat der Partido 251.245 Einwohner auf 277 km².

## Orte
Escobar ist in 7 Ortschaften und Städte, sogenannte Localidades, unterteilt.
- Belén de Escobar (Verwaltungssitz)
- Garín
- Ingeniero Maschwitz
- Matheu
- Maquinista F. Savio
- Puerto Paraná
- Loma Verde